# Maria Miesenberger

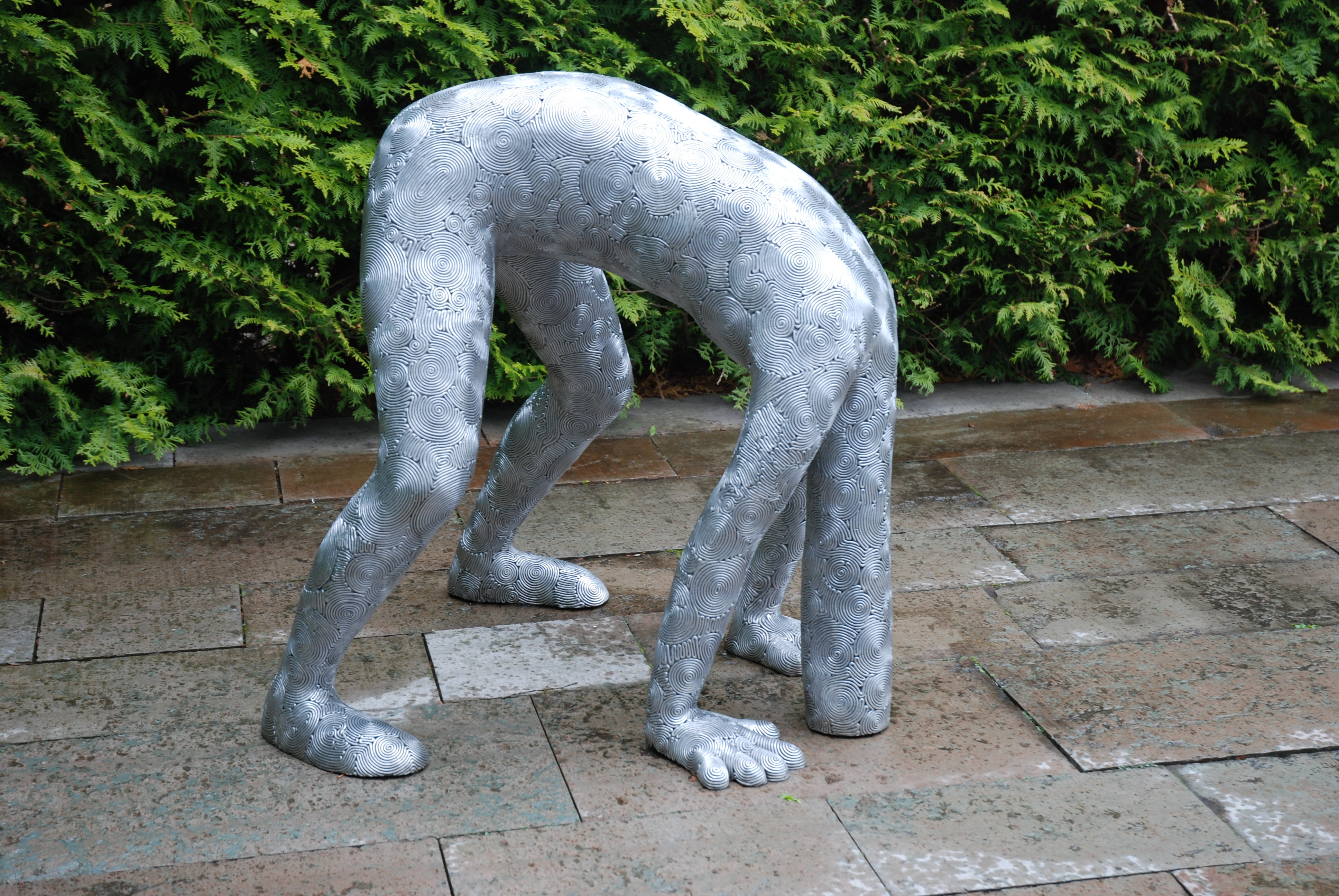
Human Ostrich, utanför VIDA Museum & Konsthall.

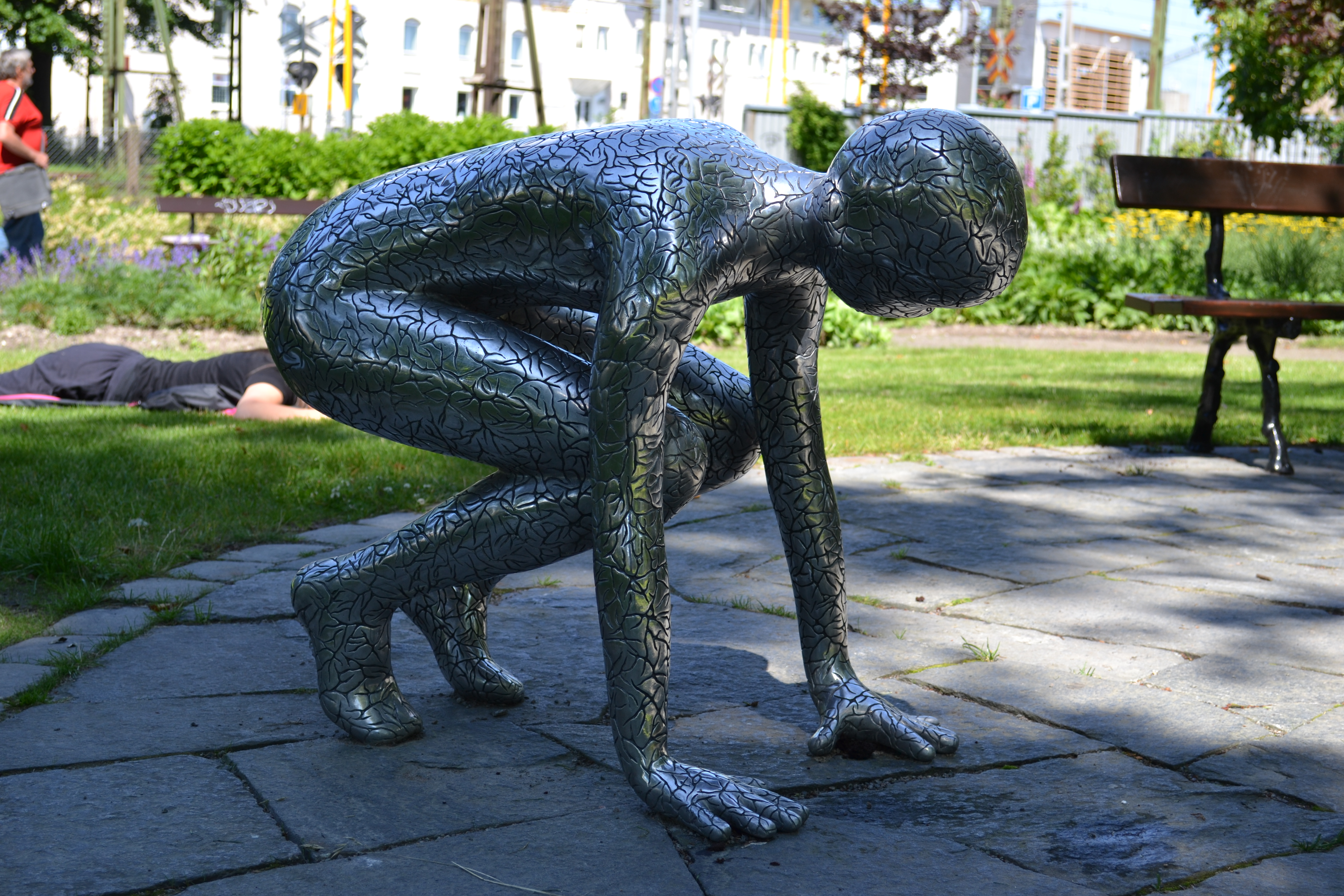
Stilla rörelse i Engelska parken i Varberg.

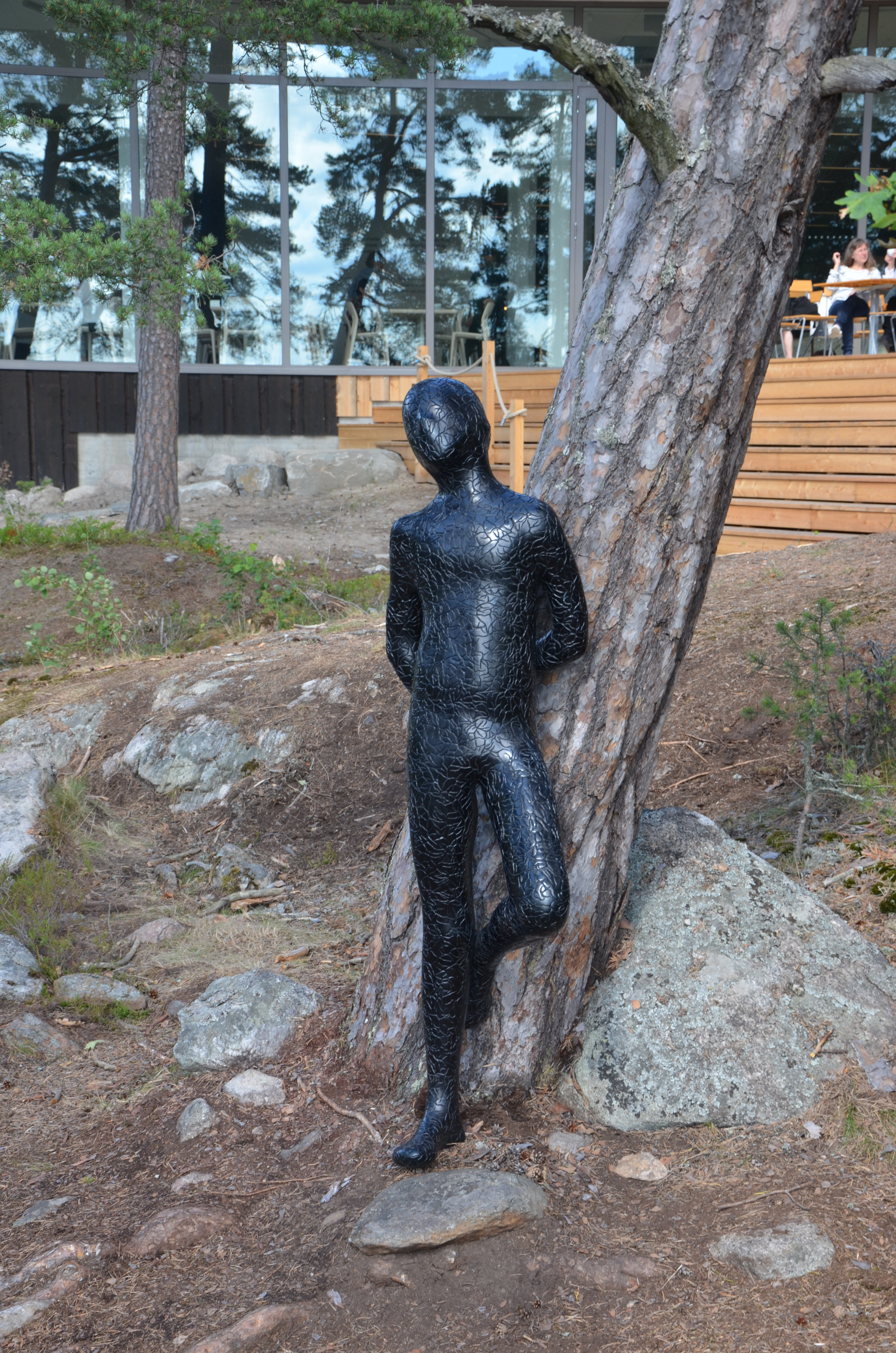
Lutande figur utanför Artipelag.

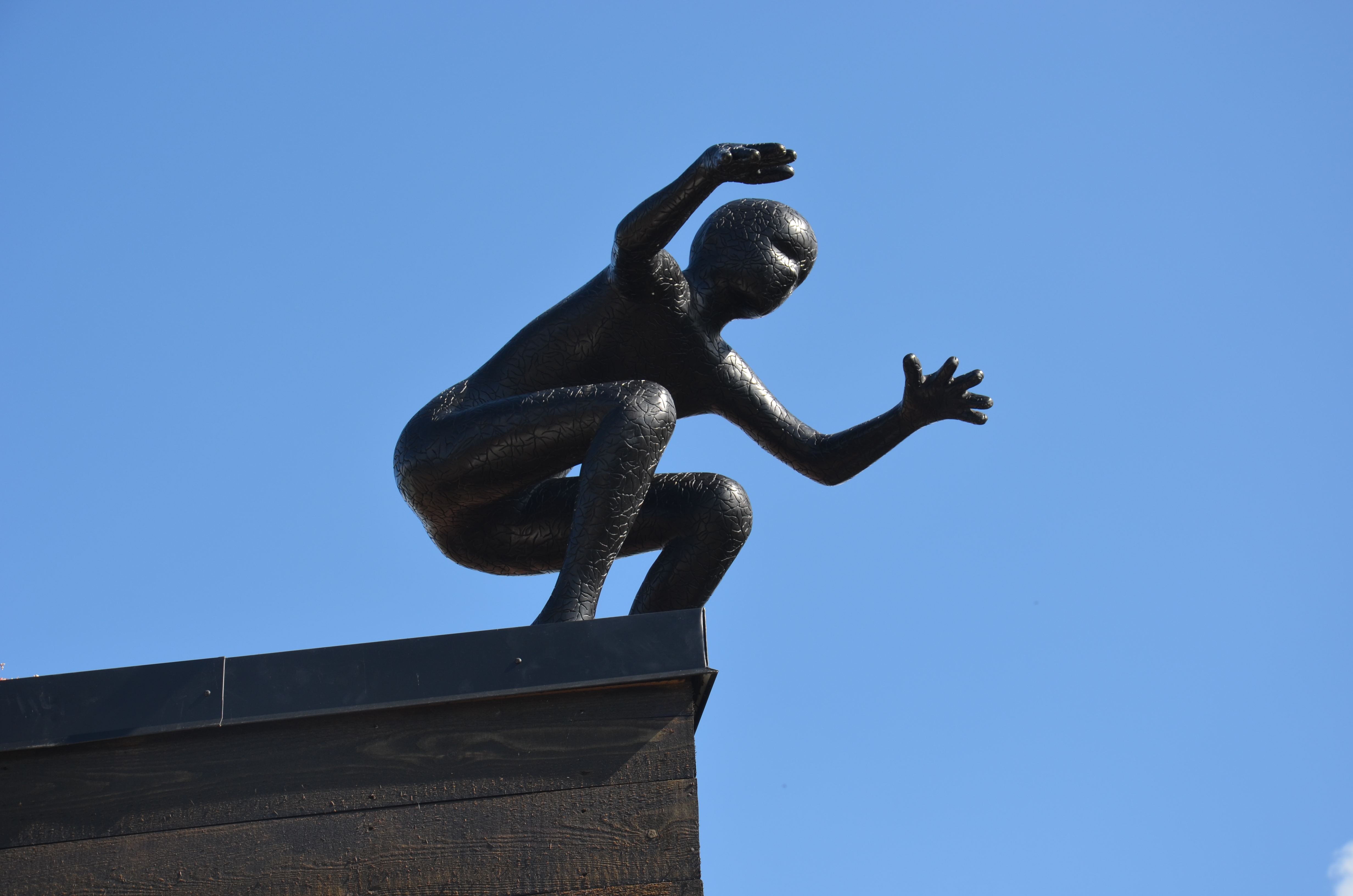
Figur ovanpå taket till Artipelag.

Inger Maria Miesenberger, född 19 juni 1965 i Svalöv, är en svensk konstnär som arbetar med fotografi och skulptur. 

## Biografi
Maria Miesenberger studerade fotografi och måleri 1991–95 vid Konstfack och skulptur 1995–96 vid Parsons School of Design i New York. Hon bodde och arbetade sedan i New York fram till 2003. 
År 1993 utgav hon första delen av fotoprojektet Sverige/Schweden med svartvita bilder från hennes barndom i Sverige och i hennes fars hemland Österrike. De avbildade personerna har reducerats till svarta siluetter, vilket antyder det mörker, som kan dölja sig i den svenska idyllen.  Miesenbergers far växte upp i andra världskrigets skugga.
Barndom, minnen och frånvaro är också temata i hennes skulptur och installationer, till exempel  "Untitled (Swing)" från 1996 med en ensam lekplatsgunga av bildäck och  "Untitled (Fallstudie) med fem hudfärgade stora vinyldockor som slår kullerbyttor över en plastmatta.
Maria Miesenberger utsågs 2005 till Årets MMF-konstnär av Märta Måås-Fjetterström AB. År 2009 erhöll hon Anna Nordlander-priset och 2011 fick hon Svenska fotobokspriset för Sverige/Schweden. 2015 tilldelades hon Stockholm stads hederspris. Miesenberger finns representerad vid bland annat Norrköpings konstmuseum.
Hon är sambo med scenografen Johan Killgren.

## Offentliga verk i urval
- Human Ostrich, skulptur i aluminium alternativt brons, 2000, bland annat utanför entrén till VIDA Museum & Konsthall på Öland
- Hide & Seek, skulptur i aluminium, 2005, utanför Institutionen för teknik och design på universitetsområdet i Växjö
- Stilla rörelse, fyra skulpturer i aluminium, 2012, Engelska parken i Varberg
- Ögonblick i rörelse, skulpturer i aluminium och reliefer i granitkeramik, 2012, gestalting av Enskede gårds tunnelbanestation i Stockholm
- Stilla rörelse, rostfritt stål, 2015, Konst på Hög
- Reflection on the Presence of Time, 2016, tre skulpturer i rostfritt stål och hjortsjödiabas, Kristinaskolans gård vid Södra Promenaden i Norrköping.